# Ralph Spence
Pour les articles homonymes, voir Spence.
Ralph Spence est un scénariste américain né le 4 novembre 1890 à Key West (Floride) et mort le 21 décembre 1949 à Los Angeles (Californie).

## Biographie
Scénariste prolifique notamment à l'époque du cinéma muet, il est réputé pour sa capacité à trouver des intertitres drôles ou à modifier le texte original.

## Filmographie
comme scénariste ou co-scénariste (sauf indication contraire)
- 1917 : The Pride of New York de Raoul Walsh (histoire)
- 1917 : Ça... c'est la vie ! (This Is the Life) de Raoul Walsh
- 1918 : On the Jump de Raoul Walsh
- 1919 : Never Say Quit d'Edward Dillon (intertitres)
- 1919 : Smiles d'Arvid E. Gillstrom (histoire)
- 1920 : Roman Candles de Jack Pratt (intertitres)
- 1921 : Hickville to Broadway de Carl Harbaugh (intertitres)
- 1921 : La Fille du banquier (The Oath) de Raoul Walsh
- 1921 : A Ridin' Romeo de George E. Marshall (intertitres)
- 1921 : The Rough Diamond d'Edward Sedgwick (intertitres)
- 1921 : Stranger Than Fiction de J. A. Barry (intertitres)
- 1922 : Chasing the Moon d'Edward Sedgwick (intertitres)
- 1922 : Do and Dare d'Edward Sedgwick (intertitres)
- 1922 : La Manière forte (For Big Stakes) de Lynn Reynolds (intertitres)
- 1922 : A Self-Made Man de Rowland V. Lee (intertitres)
- 1922 : Sure Fire Flint de Dell Henderson (intertitres)
- 1923 : The Custard Cup de Herbert Brenon (intertitres)
- 1923 : Une partie de plaisir (A Friendly Husband) de John G. Blystone (intertitres)
- 1923 : Let's Go de William K. Howard (intertitres)
- 1923 : Luck (intertitres)
- 1923 : Vivons cachés (Six Cylinder Love d'Elmer Clifton (intertitres)
- 1924 : His Darker Self de John W. Noble (intertitres)
- 1924 : On Time de Henry Lehrman (intertitres)
- 1924 : The Speed Spook de Charles Hines (intertitres)
- 1925 : American Pluck de Richard Stanton
- 1925 : Classified d'Alfred Santell (intertitres)
- 1925 : The Early Bird de Charles Hines (intertitres)
- 1925 : Flying Fool de Frank S. Mattison (intertitres)
- 1925 : Why Women Love d'Edwin Carewe (intertitres)
- 1926 : Petite Championne (The Campus Flirt) de Clarence G. Badger (intertitres)
- 1926 : Pour l'amour du ciel (film, 1926) (For Heaven's Sake) de Sam Taylor (intertitres)
- 1926 : Docteur Frakass (Hard Boiled) de John G. Blystone (intertitres)
- 1926 : Un conte d'apothicaire (It's the Old Army Game) de A. Edward Sutherland (intertitres)
- 1926 : Mademoiselle Modiste de Robert Z. Leonard (intertitres)
- 1926 : Pals First d'Edwin Carewe (intertitres)
- 1926 : The Savage de Fred Newmeyer (intertitres)
- 1926 : There You Are d'Edward Sedgwick (intertitres)
- 1926 : Trois Sublimes Canailles (3 Bad Men) de John Ford (intertitres)
- 1926 : Tin Hats d'Edward Sedgwick (intertitres)
- 1926 : Too Much Money de John Francis Dillon (intertitres)
- 1926 : You'd Be Surprised d'Arthur Rosson (intertitres)
- 1927 : The Callahans and the Murphys de George Hill (intertitres)
- 1927 : Lost at the Front de Del Lord (intertitres)
- 1927 : Adam and Evil de Robert Z. Leonard (intertitres)
- 1927 : Buttons de George Hill (intertitres)
- 1927 : Johnny Get Your Hair Cut de B. Reeves Eason et Archie Mayo (intertitres)
- 1927 : The Lunatic at Large de Fred Newmeyer (intertitres)
- 1927 : Orchids and Ermine d'Alfred Santell (intertitres)
- 1927 : Le Temps des cerises (Spring Fever) d'Edward Sedgwick (intertitres)
- 1927 : Taxi-girl (The Taxi Dancer)  de Harry F. Millarde (intertitres)
- 1927 : Tillie the Toiler de Hobart Henley (intertitres)
- 1928 : Vamping Venus d'Eddie Cline (intertitres)
- 1928 : Mon bébé (Baby Mine) de Robert Z. Leonard (intertitres)
- 1928 : Beau Broadway de Malcolm St. Clair (intertitres)
- 1928 : Bringing Up Father de Jack Conway (intertitres)
- 1928 : Le Fardeau (Excess Baggage) de James Cruze (dialogues et intertitres)
- 1928 : Au fil de la vie (A Lady of Chance) de Robert Z. Leonard (intertitres)
- 1928 : Une gamine charmante (The Patsy) de King Vidor (intertitres)
- 1928 : La Vie privée d'Hélène de Troie (The Private Life of Helen of Troy) d'Alexander Korda (intertitres)
- 1928 : Show People de King Vidor (intertitres)
- 1930 : The Florodora Girl de Harry Beaumont (dialogues et intertitres)
- 1930 : The Gorilla de Bryan Foy
- 1930 : Half Shot at Sunrise de Paul Sloane (dialogues)
- 1930 : Hook, Line and Sinker d'Edward Cline
- 1930 : Half Shot at Sunrise de Paul Sloane
- 1930 : Laurel et Hardy au Far West (Way Out West) de Fred Niblo (dialogues)
- 1931 : Laugh and Get Rich de Gregory La Cava  (dialogues)
- 1931 : Everything's Rosie de Clyde Bruckman (dialogues)
- 1931 : Caught Plastered de William A. Seiter (adaptation et dialogues)
- 1931 : Peach-O-Reno de William A. Seiter (adaptation et dialogues)
- 1931 : Cracked Nuts d'Edward Cline (dialogues)
- 1932 : The Crooked Circle (en) de H. Bruce Humberstone
- 1932 : La Reine des girls (''Blondie of the Follies) d'Edmund Goulding (contribution au scénario)
- 1932 : Le Professeur (Speak Easily) d'Edward Sedgwick (dialogues)
- 1932 : Fast Life de Harry Pollard
- 1932 : Prosperity de Sam Wood (contribution au scénario)
- 1932 : Le Plombier amoureux (The Passionate Plumber) d'Edward Sedgwick (dialogues)
- 1933 : Tomorrow at Seven (en) de Ray Enright
- 1933 : The Warrior's Husband de Walter Lang (adaptation et dialogues)
- 1933 : Mr. Skitch de James Cruze
- 1933 : Her Bodyguard de William Beaudine
- 1933 : Sailor Be Good! de James Cruze (dialogues)
- 1934 : Le Ministère des amusements (Stand Up and Cheer!) de Hamilton MacFadden (dialogues)
- 1934 : Strictly Dynamite d'Elliott Nugent
- 1934 : Murder in the Private Car de Harry Beaumont
- 1934 : The Loudspeaker de Joseph Santley (histoire et dialogues)
- 1934 : Student Tour de Charles F. Riesner
- 1934 : Cockeyed Cavaliers de Mark Sandrich (dialogues additionnels)
- 1934 : Death on the Diamond d'Edward Sedgwick
- 1934 : The Band Plays On de Russell Mack
- 1934 : I'll Tell the World d'Edward Sedgwick
- 1934 : Half a Sinner (en) de Kurt Neumann (dialogues additionnels)
- 1935 : The Winning Ticket de Charles F. Riesner
- 1935 : Symphonie burlesque (The Big Broadcast of 1936) de Norman Taurog
- 1935 : Un drame au casino (The Casino Murder Case) d'Edwin L. Marin (contribution au scénario)
- 1935 : Two Fisted de James Cruze
- 1935 : Le Danseur du dessus (Top Hat) de Mark Sandrich (contribution au scénario)
- 1935 : West Point of the Air de Richard Rosson (contribution au scénario)
- 1935 : Going Highbrow de Robert Florey (histoire)
- 1935 : Here Comes the Band de Paul Sloane
- 1936 : Florida Special de Ralph Murphy (contribution au scénario)
- 1936 : Lady Be Careful de Theodore Reed (contribution au scénario)
- 1937 : Everybody Dance de Charles Reisner (histoire)
- 1937 : Les Mines du roi Salomon (King Solomon's Mines) de Robert Stevenson (contribution au scénario)
- 1937 : Silent Barriers de Milton Rosmer (dialogues)
- 1939 : Laurel et Hardy conscrits (The Flying Deuces) d'A. Edward Sutherland
- 1939 : The Covered Trailer de Gus Meins
- 1939 : Le Gorille (The Gorilla) d'Allan Dwan
- 1940 : Down Argentine Way d'Irving Cummings (histoire)
- 1941 : Sis Hopkins de Joseph Santley (contribution au scénario)
- 1941 : The Smiling Ghost de Lewis Seiler (contribution au scénario)
- 1942 : The Fleet's In de Victor Schertzinger
- 1942 : Sept Jours de perm (Seven Days' Leave) de Tim Whelan
- 1943 : Higher and Higher de Tim Whelan
- 1943 : La Musique en folie (Around the World) d'Allan Dwan
- 1946 : Plainsman and the Lady de Joseph Kane (histoire)